# Norbert Hosnyánszky
Norbert Hosnyánszky (Budapeste, 4 de março de 1984) é um jogador de polo aquático húngaro, campeão olímpico.

## Carreira
Hosnyánszky fez parte da equipe campeã olímpica nos Jogos Olímpicos de 2008. Também integrou o elenco da Seleção Húngara de Polo Aquático nas duas edições seguintes de Jogos Olímpicos, ficando em quinto lugar tanto em Londres 2012 quanto no Rio 2016.